# Èucrates (militar)
Èucrates (en llatí Eucrates, en grec antic Εὐκράτης) fou un militar atenenc germà del general Nícies.
Les úniques notícies sobre Èucrates provenen d'uns discursos de Lísies i d'Andòcides, que no concorden entre ells. Segons Lísies, els atenencs el van fer general després de la derrota de Nícies al port de Siracusa i va mostrar la seva predilecció pels principis democràtics, negant-se a formar part dels Trenta Tirans, i per això el van matar.
Andòcides diu que va ser una de les víctimes a causa de l'afer de les mutilacions d'Hermes i la denúncia de Diòclides d'Atenes. Lísies va defensar al seu fill en un judici sobre si s'havia de preservar o confiscar la seva propietat heretada. Probablement és un dels Èucrates que Aristòfanes menciona a la seva Lisístrata.